# Казимир Гнатов
Казимир Гнатов (фр. Kazimir Hnatow; 9 листопада 1929, Крюн — 16 грудня 2010, Вує) — французький футболіст українського походження, півзахисник. По завершенні ігрової кар'єри — футбольний тренер.

## Клубна кар'єра

### Ранні роки
Батьки Казимира емігрували до Франції з Галичини під час першої світової війни, у досить ранньому віці. Сам Гнатов народився вже в цій країні 9 листопада 1929 року в містечку Крюн поблизу кордону з Люксембургом, де і зробив свої перші кроки в футболі.

### «Мец»
До 20 років Казимир грав на аматорському рівні, поки його не запросив до «Меца» тренер цього клубу Елі Ру. Тодішній «Мец» тільки-но повернувся в еліту після сезонної перерви і шукав варіанти посилення. І Ру, який саме прийняв «гранатових», не побоявся запросити до складу новачка ліги 20-річного дебютанта. У новій команді лівий крайній форвард Гнатов провів два непоганих сезони. Саме тут він зустрів свого багаторічного партнера по атаці Франсуа Реметтера, разом з яким вони зробили вагомий внесок у досить успішні виступи свого клубу. Лівий крайній Гнатов проявив вельми непогану для свого амплуа результативність — за даними офіційного сайту «Меца», він відзначився 5 голами в першому сезоні і 6 у другому. «Мец» відразу ж після повернення в еліту фінішував на 5 місці в сезоні 1951/1952, але після відходу Елі Ру з новим тренером Емілем Руммельгардтом команда опустилася на 12 місце.

### «Стад Франсе»
Влітку 1953 року Казимир Гнатов, який отримав хорошу пресу, вирішив піти в більш сильний клуб. В підсумку він перейшов з 12-го клубу чемпіонату, «Меца», до 9-го — столичного «Стад Франсе». Гнатов по ходу першого сезону відзначився забитими голами 9 разів, проте зусилля етнічного українця не підкріплювалися загальнокомандними діями. Команда Андре Грільона двічі зіграла внічию з майбутнім чемпіоном «Ліллем», але в підсумку відстала на одне очко від рятівного 15 місця і вилетіла з елітного дивізіону.
Під керівництвом Жозефа Мерсьє парижани два роки поспіль фінішували невдало в Дивізіоні 2 (13-те та 5-те місця), після чого Гнатов покинув столичний клуб.

### «Анже»
Влітку 1956 року Казимир перейшов до «Анже», відгукнувшись на запрошення Вальтера Преша. Клуб, який тільки-но повернувся в еліту з другого місця в другому дивізіоні, в першому ж сезоні в кубку дістався до фіналу, де програв «Тулузі» з рахунком 3:6, причому, вже в перші півгодини вони поступалися — 0:3. Гнатов відіграв всю фінальну зустріч і по ходу сезону теж був здебільшого гравцем основи. В наступному сезоні, вже під керівництвом Моріса Блонделя, «Анже» стало четвертим у Франції.
Однак прогресу в грі «Анже» не послідувало. Ані Блондель, ані Карел Міхловський не змогли добути для команди трофеїв. А з приходом у 1962 році на посаду тренера Антоні Паскіні, Гнатов майже одразу опинився списаним, а «Анже» і взагалі вилетів до Дивізіону 2.

### «Ніор»
1963 року 34-річний Гнатов відправився догравати в «Ніор», клуб південно-східної групи Дивізіону 3. Тут Казимир двічі фінішував в цій лізі п'ятим і одного разу другим, працюючи граючим тренером команди. Після цього влітку 1966 року завершив ігрову кар'єру.

## Виступи за збірну
1958 року 29-річний Гнатов отримав запрошення до складу національної збірної Франції на чемпіонаті світу у Швеції. Турнір 1958 року був дуже успішним для Франції — лише у півфіналі французів зупинили майбутні чемпіони світу, бразильці, з юним Пеле у складі.
Однак Казимир Гнатов не тільки не зіграв на мундіалі, а взагалі жодного разу не вийшов на поле в офіційних матчах національної збірної Франції.

## Кар'єра тренера
Після того, як 1966 року Гнатов завершив професійні виступи, він покинув і тренерську посаду в клубі, і лише в сезоні 1972—1973 року, коли його попросили повернутися до потопаючої команди, Казимир вдруге очолив «Ніор», в якому працював на посаді головного тренера до 1975 року.
Помер 16 грудня 2010 року в містечку Вує на 82-му році життя.

## Титули і досягнення
- Бронзовий призер чемпіонату світу: 1958